# Манабу Саито
Манабу Саито (јап. 齋藤 学; 4. април 1990) јапански је фудбалер.

## Каријера
Током каријере је играо за Јокохама Ф. Маринос, Ехиме и Кавасаки Фронтале и многе друге клубове.

## Репрезентација
За репрезентацију Јапана дебитовао је 2013. године. Наступао је на Светском првенству (2014. године) с јапанском селекцијом. За тај тим је одиграо 6 утакмица и постигао 1 гол.

## Статистика
| Јапан  | Јапан   | Јапан  |
| Година | Наступи | Голови |
| ------ | ------- | ------ |
| 2013.  | 3       | 1      |
| 2014.  | 2       | 0      |
| 2015.  | 0       | 0      |
| 2016.  | 1       | 0      |
| Укупно | 6       | 1      |